# 昆沙宮
22°59′23″N 120°11′56″E / 22.989739°N 120.199024°E
八吉境下太子開基昆沙宮，俗稱下太子廟，是位於臺灣臺南市中西區的哪吒廟。

## 歷史

### 清治時期
臺灣府城有二座太子宮，一為稱作「下太子宮」的昆沙宮，另一為稱作「頂太子宮」的沙淘宮。
此時期的《臺灣縣志》記載此兩廟為明鄭時期所建，寫：「 玉皇太子宮：在鎮北坊。偽時建，俗呼『四舍廟』。康熙二十七年，總鎮楊文魁修。一在西定坊，曰：『上太子宮』；一在土墼埕尾，曰：『下太子宮』；一在長興里；俱偽時建。」
廟址原建於道台台軍裝倉庫前，座東向西，正面臨海。《台灣府志》：「昆沙宮在鳳山縣土墼埕。」
《台南市下林建安宮簡介》記載昔日村民於農曆每月十五日都會到昆沙宮祭拜，當時出入必經因宵禁會在六時關閉的小西門，讓村民匆促返回。為了祭祀之便，洪百萬發起分香，而建立下林建安宮。

### 日治時期
日本人後將清朝的軍裝局改為刑務所，二年後徵收廟址，該廟逐被拆除遷入現址。於1899年到1900年重建。1915年調查，地址為下太子街丙1600番地。1930年因地震崩塌而重建。1920年到1945年調查，地址為泉町12番地。
剪黏為臺灣日治時期來臺的汕頭名匠何金龍作品。
許丙丁童年時喜歡在此聽人講古。

### 戰後時期
1947年重修，同年舉行遷建後首次祈安清醮。之後棟桷杇壞、雨漏壁淋，直到1979年，該廟管理委員會多次開會決定重修，歷程八年於1987年重修完成。

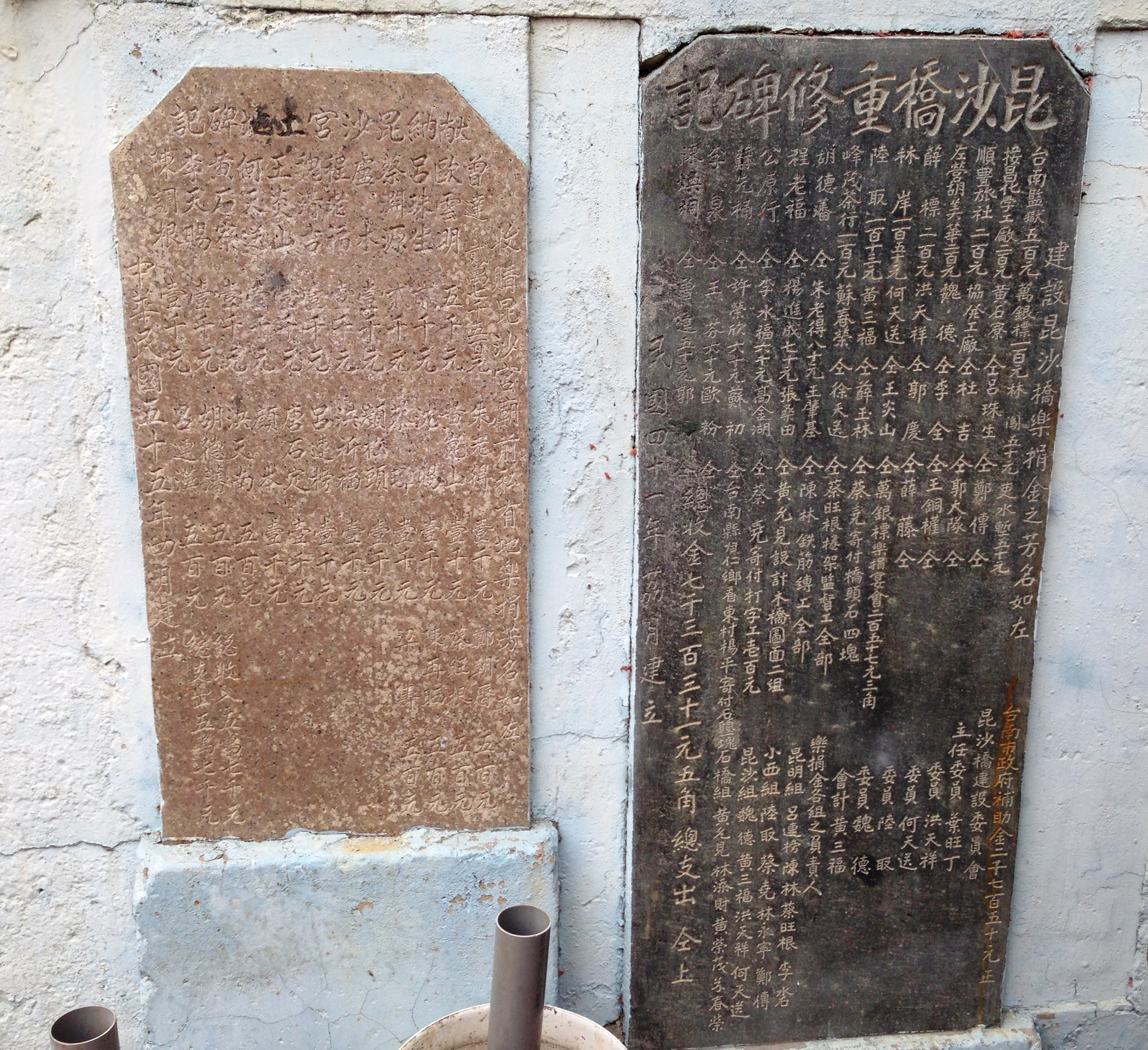
昆沙宮石碑

由成功大學歷史學系調查該廟所用詩籤，除兩枝籤王外，另有四十八枝，為罕見流傳的籤文。
2009年6月，為五都改制，當地工商團體與台南市議員邱莉莉等發起「民間推動大台南升格聯盟」，除尋求台南地區大專院校校長支持，也到此廟與開基武廟、開基永華宮、萬福庵、開山宮、開基玉皇宮、開基天后宮、開基共善堂、臺南藥王廟這九間廟筊杯，結果都同意。

## 祭祀
主祀中壇元帥，陪祀註生娘娘、福德正神等神明。

## 交誼境
八吉境五帝廟、頂大道祀典興濟宮、米街廣安宮、四安境沙淘宮、下林建安宮、下太子和意堂、下大道良皇宮、全臺西來庵、開基永華宮、八吉境關帝廳、八吉境檨仔林朝興宮馬兵營保和宮、鄭仔寮福安宮、媽祖樓天后宮、重慶寺、八吉境興南宮、八吉境總趕宮、南廠保安宮、中營慶福宮、鹽水護庇宮、下太子崑福堂、下太子聚慶堂、下太子普願宮、什三佃慶興宮